# Sixième circonscription de Paris de 1988 à 2012
Pour les articles homonymes, voir Sixième circonscription de Paris de 1958 à 1986 et Sixième circonscription de Paris depuis 2012.
La sixième circonscription de Paris est l'une des 21 circonscriptions électorales françaises que compte le département de Paris (75) situé en région Île-de-France de 1986 à 2010. D'après les chiffres de l'Institut National de la Statistique et des Études Économiques (INSEE) de 1999, la population de cette circonscription est estimée à 122 870 habitants.

## Délimitation de la circonscription
Entre 1988, année des premières élections après le rétablissement du scrutin uninominal majoritaire par circonscription, et le redécoupage des circonscriptions réalisé en 2010, la circonscription recouvre une partie du 11e arrondissement (quartiers de la Folie-Méricourt et Saint-Ambroise) et une partie du 20e arrondissement (quartier de Belleville et une section du quartier du Père-Lachaise située au nord d'une ligne définie par l'axe des voies avenue Gambetta, rue de la Bidassoa et rue Villiers-de-L'Isle-Adam).
Cette délimitation s'applique donc aux IXe, Xe, XIe, XIIe et XIIIe législatures de la Cinquième République française.
Cette sixième circonscription de Paris correspond au redécoupage de trois circonscriptions de la période 1958-1986 : la neuvième, un quartier de la trentième (Belleville) et une partie d'un quartier de la trente et unième (Père-Lachaise).
En 2012, cette circonscription a été scindée en trois parties rattachées aux nouvelles sixième, septième et quinzième circonscriptions.

## Liste des députés

### Élection du 16 mars 1986 au scrutin proportionnel
En 1985, le président de la république François Mitterrand changea le mode de scrutin des députés en rétablissant le scrutin proportionnel. Le nombre de députés du département de Paris fut ramené de 31 à 21.
| Législature | Début de mandat | Fin de mandat | Député élu    |  | Parti politique | Observations                                                       |
| ----------- | --------------- | ------------- | ------------- |  | --------------- | ------------------------------------------------------------------ |
| VIIIe       | 2 avril 1986    | 14 mai 1988   | Georges Sarre |  | PS              | mandat écourté à la suite d'une dissolution de François Mitterrand |

### Députés de 1988 à 2012
Après les élections du 16 mars 1986, le nouveau premier ministre Jacques Chirac rétablissait le scrutin majoritaire à deux tours. Le nombre de députés était maintenu à 21 et les circonscriptions électorales antérieures étaient donc ramenées de 31 à 21. L'ancienne neuvième circonscription a été rattachée à une partie de la trentième circonscription et une partie de la trente et unième circonscription pour former la nouvelle sixième circonscription.
| Législature | Début de mandat | Fin de mandat   | Député élu             |  | Parti politique | Observations                                                  |
| ----------- | --------------- | --------------- | ---------------------- |  | --------------- | ------------------------------------------------------------- |
| IXe         | 23 juin 1988    | 28 juillet 1988 | Georges Sarre          |  | PS              | nommé au gouvernement                                         |
| IXe         | 29 juillet 1988 | 1er avril 1993  | Jean-Yves Autexier     |  | PS              | suppléant de Georges Sarre                                    |
| Xe          | 2 avril 1993    | 30 avril 1993   | Georges Sarre          |  | PS              | mandat écourté à la suite d'une dissolution de Jacques Chirac |
| Xe          | 30 avril 1993   | 21 avril 1997   | Georges Sarre          |  | MDC             | mandat écourté à la suite d'une dissolution de Jacques Chirac |
| XIe         | 12 juin 1997    | 18 juin 2002    | Georges Sarre          |  | MDC             |                                                               |
| XIIe        | 19 juin 2002    | 25 juin 2007    | Danièle Hoffman-Rispal |  | PS              |                                                               |
| XIIIe       | 26 juin 2007    | 19 juin 2012    | Danièle Hoffman-Rispal |  | PS              |                                                               |

## Résultats électoraux

### Élections législatives de 1988
| Candidat                                | Candidat                    | Parti                 | Premier tour | Premier tour | Second tour | Second tour |  |
| Candidat                                | Candidat                    | Parti                 | Voix         | %            | Voix        | %           |  |
| --------------------------------------- | --------------------------- | --------------------- | ------------ | ------------ | ----------- | ----------- |  |
|                                         | Georges Sarre sortant réélu | PS                    | 15 106       | 43,91        | 20 719      | 55,92       |  |
|                                         | Paul Violet                 | RPR (URC)             | 11 632       | 33,81        | 16 334      | 44,08       |  |
|                                         | Jean-Marc Brissaud          | FN                    | 4 194        | 12,19        |             |             |  |
|                                         | Christiane Schwartzbard     | PCF                   | 2 518        | 7,32         |             |             |  |
|                                         | Jean-Pierre Jeannes         | Extrême gauche (PNPG) | 798          | 2,32         |             |             |  |
|                                         | Jean-Claude Brochart        | Divers                | 149          | 0,43         |             |             |  |
|                                         | Jeannine Garcia             | Extrême droite (POE)  | 3            | 0,00         |             |             |  |
|                                         |                             |                       |              |              |             |             |  |
| Inscrits                                | Inscrits                    | Inscrits              | 59 978       | 100,00       | 59 978      | 100,00      |  |
| Abstentions                             | Abstentions                 | Abstentions           | 25 041       | 41,75        | 22 126      | 36,89       |  |
| Votants                                 | Votants                     | Votants               | 34 937       | 58,25        | 37 852      | 63,11       |  |
| Blancs et nuls                          | Blancs et nuls              | Blancs et nuls        | 537          | 1,54         | 799         | 2,11        |  |
| Exprimés                                | Exprimés                    | Exprimés              | 34 400       | 98,46        | 37 053      | 97,89       |  |
| Source : Le Monde des 7 et 14 juin 1988 |                             |                       |              |              |             |             |  |

Le suppléant de Georges Sarre était Jean-Yves Autexier, cadre administratif. Jean-Yves Autexier remplaça Georges Sarre, nommé membre du gouvernement, du 29 juillet 1988 au 1er avril 1993.

### Élections législatives de 1993
| Candidat              | Candidat                    | Parti               | Premier tour | Premier tour | Second tour | Second tour |  |
| Candidat              | Candidat                    | Parti               | Voix         | %            | Voix        | %           |  |
| --------------------- | --------------------------- | ------------------- | ------------ | ------------ | ----------- | ----------- |  |
|                       | Anne Cuillé                 | RPR (UPF)           | 12 058       | 34,63        | 15 901      | 46,66       |  |
|                       | Georges Sarre sortant réélu | PS (ADFP)           | 9 298        | 26,70        | 18 174      | 53,34       |  |
|                       | Gérard Philippe             | FN                  | 4 381        | 12,58        |             |             |  |
|                       | Dominique Simonnet          | GÉ (EÉ)             | 3 372        | 9,68         |             |             |  |
|                       | Aline Delpature             | PCF                 | 2 546        | 7,31         |             |             |  |
|                       | Philippe Julien             | LO                  | 891          | 2,56         |             |             |  |
|                       | Jacquesline Arthaud         | LT-LNÉ              | 596          | 1,71         |             |             |  |
|                       | Françoise Galland           | SÉGA                | 547          | 1,57         |             |             |  |
|                       | Jean-Paul Chaudy            | RDRP                | 403          | 1,16         |             |             |  |
|                       | Bertrand Julien             | UÉD                 | 286          | 0,82         |             |             |  |
|                       | Jean-Claude Diquet          | MDR                 | 199          | 0,57         |             |             |  |
|                       | Brigitte Goisier-Clémenceau | Extrême droite (AP) | 129          | 0,37         |             |             |  |
|                       | Anne Ducret                 | MDD                 | 114          | 0,33         |             |             |  |
|                       |                             |                     |              |              |             |             |  |
| Inscrits              | Inscrits                    | Inscrits            | 56 524       | 100,00       | 56 524      | 100,00      |  |
| Abstentions           | Abstentions                 | Abstentions         | 20 429       | 36,14        | 20 613      | 36,47       |  |
| Votants               | Votants                     | Votants             | 36 095       | 63,86        | 35 911      | 63,53       |  |
| Blancs et nuls        | Blancs et nuls              | Blancs et nuls      | 1 275        | 3,53         | 1 836       | 5,11        |  |
| Exprimés              | Exprimés                    | Exprimés            | 34 820       | 96,47        | 34 075      | 94,89       |  |
| Source : Data.gouv.fr |                             |                     |              |              |             |             |  |

Le suppléant de Georges Sarre était Jean-Yves Autexier.

### Élections législatives de 1997
| Candidat       | Candidat                    | Parti          | Premier tour | Premier tour | Second tour | Second tour |  |
| Candidat       | Candidat                    | Parti          | Voix         | %            | Voix        | %           |  |
| -------------- | --------------------------- | -------------- | ------------ | ------------ | ----------- | ----------- |  |
|                | Georges Sarre sortant réélu | MDC            | 12 648       | 37,56        | 22 150      | 61,91       |  |
|                | Arlette Braquy              | UDF (Rad)      | 7 843        | 23,29        | 13 629      | 38,09       |  |
|                | Max Dantes                  | FN             | 3 785        | 11,24        |             |             |  |
|                | Catherine Gegout            | PCF            | 2 954        | 8,77         |             |             |  |
|                | Martine Billard             | Les Verts      | 1 950        | 5,79         |             |             |  |
|                | Philippe Julien             | LO             | 1 063        | 3,16         |             |             |  |
|                | Michel Charneau             | LDI (CNIP)     | 699          | 2,08         |             |             |  |
|                | Jeanne Bongiardino          | GÉ             | 675          | 2            |             |             |  |
|                | Laurent Darracq             | Divers         | 535          | 1,59         |             |             |  |
|                | Henri Merme                 | AREV           | 401          | 1,19         |             |             |  |
|                | André Fontaine              | US4J           | 382          | 1,13         |             |             |  |
|                | Évelyne George              | MÉI            | 261          | 0,77         |             |             |  |
|                | François Rosel              | PT             | 178          | 0,53         |             |             |  |
|                | Alain Ducq                  | Divers         | 121          | 0,36         |             |             |  |
|                | Sylvie Foucault             | MDR            | 104          | 0,31         |             |             |  |
|                | Jacques-Marie de Chastenay  | Divers droite  | 79           | 0,23         |             |             |  |
|                |                             |                |              |              |             |             |  |
| Inscrits       | Inscrits                    | Inscrits       | 57 321       | 100,00       | 57 319      | 100,00      |  |
| Abstentions    | Abstentions                 | Abstentions    | 22 650       | 39,51        | 19 964      | 34,83       |  |
| Votants        | Votants                     | Votants        | 34 671       | 60,49        | 37 355      | 65,17       |  |
| Blancs et nuls | Blancs et nuls              | Blancs et nuls | 993          | 2,86         | 1 576       | 4,22        |  |
| Exprimés       | Exprimés                    | Exprimés       | 33 678       | 97,14        | 35 779      | 95,78       |  |

La suppléante de Georges Sarre était Liliane Capelle, conseillère de Paris.

### Élections législatives de 2002
| Candidat       | Candidat                    | Parti            | Premier tour | Premier tour | Second tour | Second tour |  |
| Candidat       | Candidat                    | Parti            | Voix         | %            | Voix        | %           |  |
| -------------- | --------------------------- | ---------------- | ------------ | ------------ | ----------- | ----------- |  |
|                | Danièle Hoffman-Rispal élue | PS (PRG)         | 12 031       | 31,7         | 21 846      | 63,3        |  |
|                | Claude-Annick Tissot        | UMP              | 7 770        | 20,48        | 12 668      | 36,7        |  |
|                | Georges Sarre sortant       | Pôle républicain | 5 628        | 14,83        |             |             |  |
|                | Alice Le Roy                | Les Verts        | 3 206        | 8,45         |             |             |  |
|                | Alexandra Chabot            | FN               | 2 230        | 5,88         |             |             |  |
|                | Ivan Monème                 | UDF              | 2 060        | 5,43         |             |             |  |
|                | Catherine Gegout            | PCF              | 1 372        | 3,62         |             |             |  |
|                | Dominique Ozenne            | RPF              | 1 112        | 2,93         |             |             |  |
|                | Flavia Verri                | LCR              | 867          | 2,28         |             |             |  |
|                | Pierre Pommier              | ÉD               | 271          | 0,71         |             |             |  |
|                | Jean-Louis Gaillard         | LO               | 252          | 0,66         |             |             |  |
|                | Nicole Billast              | Cap21            | 244          | 0,64         |             |             |  |
|                | Benoît Hébert               | SÉGA             | 230          | 0,61         |             |             |  |
|                | Roland Curtet               | MNR              | 196          | 0,52         |             |             |  |
|                | Patrick Lenormand           | ND               | 118          | 0,31         |             |             |  |
|                | Nicole Dorey                | PT               | 110          | 0,29         |             |             |  |
|                | Mehdi Guiraud               | Divers           | 82           | 0,22         |             |             |  |
|                | Nicolas Lesage              | Divers gauche    | 50           | 0,13         |             |             |  |
|                | Gwen-Aëlle Trombert         | Divers           | 42           | 0,11         |             |             |  |
|                | Daniel Berger               | CPNT             | 29           | 0,08         |             |             |  |
|                | Autres candidats            | Divers           | 48           | 0,12         |             |             |  |
|                |                             |                  |              |              |             |             |  |
| Inscrits       | Inscrits                    | Inscrits         | 55 329       | 100,00       | 55 313      | 100,00      |  |
| Abstentions    | Abstentions                 | Abstentions      | 16 989       | 30,71        | 19 854      | 35,89       |  |
| Votants        | Votants                     | Votants          | 38 340       | 69,29        | 35 459      | 64,11       |  |
| Blancs et nuls | Blancs et nuls              | Blancs et nuls   | 392          | 1,02         | 945         | 2,67        |  |
| Exprimés       | Exprimés                    | Exprimés         | 37 948       | 98,98        | 34 514      | 97,33       |  |

Le suppléant de Danièle Hoffman-Rispal était François Kalfon, élu conseiller régional d'Île-de-France en 2004.

### Élections législatives de 2007
| Candidat                                                      | Candidat                               | Parti                        | Premier tour | Premier tour | Second tour | Second tour |
| Candidat                                                      | Candidat                               | Parti                        | Voix         | %            | Voix        | %           |
| ------------------------------------------------------------- | -------------------------------------- | ---------------------------- | ------------ | ------------ | ----------- | ----------- |
|                                                               | Danièle Hoffman-Rispal sortante réélue | PS                           | 15 797       | 39,39        | 25 770      | 69,12       |
|                                                               | Jean-Claude Beaujour                   | UMP                          | 9 769        | 24,36        | 11 513      | 30,88       |
|                                                               | Olivier Pagès                          | UDF–MoDem                    | 4 767        | 11,89        |             |             |
|                                                               | Fabienne Giboudeaux                    | Les Verts                    | 2 808        | 7,00         |             |             |
|                                                               | Sylviane Charles                       | Extrême gauche (LCR)         | 1 795        | 4,48         |             |             |
|                                                               | Amar Bellal                            | PCF                          | 1 790        | 4,46         |             |             |
|                                                               | Alexandra Chabot                       | FN                           | 1 022        | 2,55         |             |             |
|                                                               | Henri Mermé                            | Extrême gauche (GA)          | 570          | 1,42         |             |             |
|                                                               | Nicolas Pinelli                        | Divers écologiste (GÉ)       | 323          | 0,81         |             |             |
|                                                               | Anastasia Komnidis                     | Divers droite                | 306          | 0,76         |             |             |
|                                                               | Jean-Louis Gaillard                    | Extrême gauche (LO)          | 296          | 0,74         |             |             |
|                                                               | Thierry Lafon                          | Divers (La France en Action) | 255          | 0,64         |             |             |
|                                                               | Roland Curtet                          | Extrême droite (MNR)         | 202          | 0,50         |             |             |
|                                                               | Roger Domard                           | Extrême gauche               | 187          | 0,47         |             |             |
|                                                               | Said Bouaissi                          | Divers droite (AL)           | 140          | 0,35         |             |             |
|                                                               | Djilali Kouadri                        | Divers (PRN)                 | 73           | 0,18         |             |             |
|                                                               | Didier Gay                             | Divers                       | 6            | 0,01         |             |             |
|                                                               | Marine Lechat-Zhu                      | Divers                       | 0            | 0,00         |             |             |
|                                                               |                                        |                              |              |              |             |             |
| Inscrits                                                      | Inscrits                               | Inscrits                     | 66 033       | 100,00       | 66 026      | 100,00      |
| Abstentions                                                   | Abstentions                            | Abstentions                  | 25 482       | 38,59        | 27 854      | 42,19       |
| Votants                                                       | Votants                                | Votants                      | 40 551       | 61,41        | 38 172      | 57,81       |
| Blancs et nuls                                                | Blancs et nuls                         | Blancs et nuls               | 445          | 1,10         | 889         | 2,33        |
| Exprimés                                                      | Exprimés                               | Exprimés                     | 40 106       | 98,90        | 37 283      | 97,67       |
| Source : Ministère de l'Intérieur et Le Monde du 11 juin 2007 |                                        |                              |              |              |             |             |